# Garat
Garat è un comune francese di 1 905 abitanti situato nel dipartimento della Charente, nella regione della Nuova Aquitania.

## Amministrazione
L'attuale sindaco è Daniel Niot, eletto nel marzo 2001.

## Società

### Evoluzione demografica
Abitanti censiti